# Fontenille
Fontenille település Franciaországban, Charente megyében. Lakosainak száma 343 fő (2022. január 1.). Fontenille Juillé, Lichères, Lonnes, Luxé, Saint-Groux, Mansle-les-Fontaines és Aunac-sur-Charente községekkel határos.

## Népesség
A település népessége az elmúlt években az alábbi módon változott:
| Lakosok száma | 327  | 313  | 335  | 337  | 344  | 335  | 322  | 321  | 322  | 343  |
|               | 1968 | 1982 | 1990 | 2006 | 2013 | 2015 | 2017 | 2019 | 2020 | 2022 |